# Dicée à ventre blanc
Dicaeum hypoleucum
Espèce
Statut de conservation UICN

 LC  : Préoccupation mineure
Le Dicée à ventre blanc (Dicaeum hypoleucum) est une espèce de passereau placée dans la famille des Dicaeidae.

## Répartition
Il est endémique des Philippines.

## Habitat
Il habite les forêts humides tropicales et subtropicales.

## Sous-espèces
Selon la classification de référence du Congrès ornithologique international (15.1, 2025) :
- D. h. cagayanense Rand & Rabor, 1967 — nord-est de Luçon ;
- D. h. obscurum Ogilvie-Grant, 1894 — Luçon et Catanduanes ;
- D. h. pontifex Mayr, 1946 — Visayas orientales et est de Mindanao ;
- D. h. mindanense Tweeddale, 1877 — péninsule de Zamboanga et ouest de Mindanao ;
- D. h. hypoleucum Sharpe, 1876 — Basilan et archipel de Sulu.